# Dragodol
Dragodol es un pueblo ubicado en la municipalidad de Osečina, en el distrito de Kolubara, Serbia.

## Superficie
Posee una superficie de 26,46 kilómetros cuadrados.

## Demografía
Hasta 2011 la población era de 503 habitantes, con una densidad de población de 19,01 habitantes por kilómetro cuadrado.